# Resolução 133 do Conselho de Segurança das Nações Unidas
A Resolução 133 do Conselho de Segurança das Nações Unidas foi aprovada em 26 de janeiro de 1960, após análise do pedido dos Camarões para ser membro da Organização das Nações Unidas. O Conselho recomendou à Assembleia Geral que a República dos Camarões devia ser admitida.
Foi aprovada por unanimidade.